# 隠れキリシタン

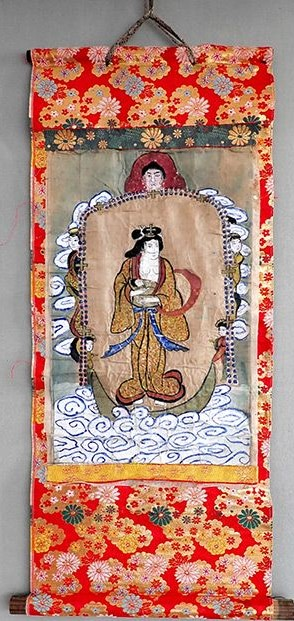
聖母マリアを描いたお掛け絵

隠れキリシタン（かくれキリシタン）について、すなわち禁教令下の日本において信仰を続けたキリシタン、および禁教が解かれた後もカトリック教会に合流せず、旧来の信仰を守ったキリシタンについて論じる。

## 定義と用語
「隠れキリシタン」は、禁教令下でキリシタンとしての信仰を続けた人を言い表す一般的な名称である。また、禁教令解除後も先祖代々の信仰を守ったキリシタンもあわせてそう呼ぶこともある。しかし、研究上は禁教下のキリシタンを「潜伏キリシタン」、禁教令解除後もカトリックに吸収されなかったキリシタンを「隠れキリシタン（かくれキリシタン・カクレキリシタン）」と呼び分けることがふつうであり、かつこの用法は一般的にも定着しつつある。「隠れキリシタン」という言葉の初出は不明であるが、1940年（昭和15年）刊行の『カトリック大辞典』には「かくれキリシタン」の記載があり、同語について「はなれ」の同義語、すなわち「天主公教會に歸屬しないで徳川時代の禁制下における潜伏狀態を明治以後も尙ほ持續してゐるキリシタン宗門徒のことである」と説明している。
宮崎賢太郎は1644年（正保元年）におこった日本最後の宣教師である小西マンショの殉教が「キリシタン時代の終わり」であるとして、それ以降（かつ禁教令解除以前）のキリシタンを「潜伏キリシタン」と定義する。「かくれキリシタン」の語には様々な表記があるが、概して潜伏していた状態に注意を払う場合は「隠れキリシタン」、禁教令解除後の潜伏していない状態に注意を払う場合は「カクレキリシタン」の表記が用いられる。一方で、中園成生は、再布教や禁教解除の前後で信仰の本質は変わっていないとし、16〜17世紀のカトリック布教を受け入れた信者を「キリシタン信者」、その子孫が禁教下で形成した信仰（かくれキリシタン信仰）を持つ人々を「かくれキリシタン信者」と呼び分けている。田北耕也はザビエル来航から島原の乱の終結した1638年（寛永15年）までについて「キリシタン」、それから1865年（元治2年）の信徒発見までについて「潜伏キリシタン」、それ以降については「復活カトリック」「潜伏キリシタン」の語を用いる。野村暢清は、禁教令以前から現代にいたるまでのすべてを指して「キリシタン」の語を用いている。
狭義の隠れキリシタンを呼称する方言としては「古ギリシタン」「旧キリシタン」（生月島・外海）、「もんじゃもんじゃの仲間」（生月島）、「元帳」「古帳」（外海・五島）、「昔キリシタン」（天草）、「辻の神様」（平戸）といったものがある。「古ギリシタン」「旧キリシタン」「昔キリシタン」といった名称は禁教令解除後に入ってきたキリスト教（新キリシタン）との対比である。「もんじゃもんじゃの仲間」は軽い言い回しで、彼らがオラショを唱える様子に由来する。外部の研究者が用いる名称としては、「潜伏キリシタン」「隠れキリシタン」のほか、「離れキリシタン」「納戸神」といったものもあったが、宮崎は「離れキリシタン」については隠れキリシタンを正統カトリックの異端とみる立場からの呼称であるとして、使用するべきでないと論じている。また、「納戸神」は生月・平戸の隠れキリシタンの風習に由来する呼称である。

## 歴史

### 戦国時代から安土桃山時代のキリスト教

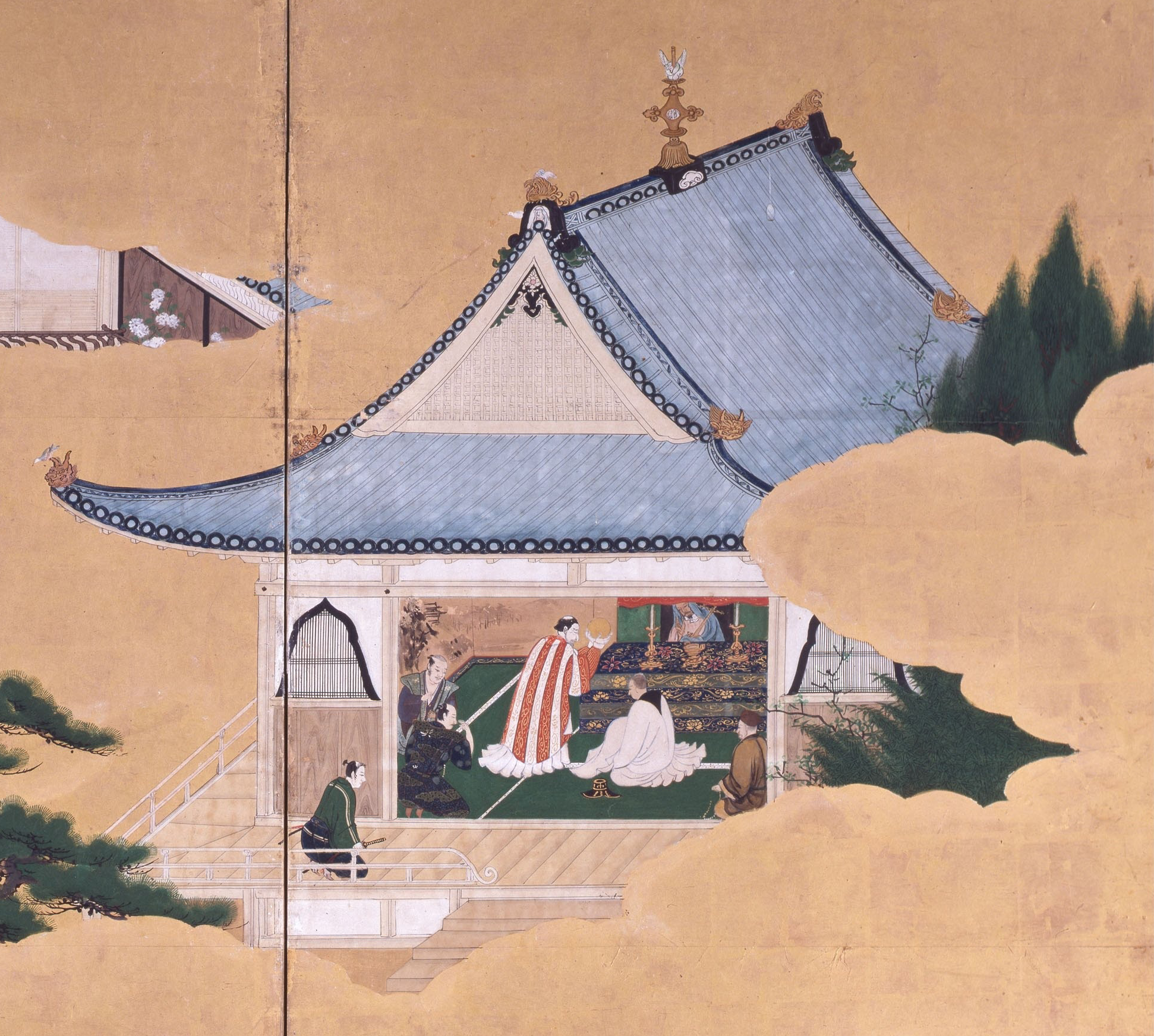
狩野内膳『南蛮屏風』より南蛮寺の様子

1549年（天文18年）、イエズス会の宣教師であるフランシスコ・ザビエルは鹿児島に上陸し、各地でカトリックを布教した。1579年（天正7年）に日本に到着したアレッサンドロ・ヴァリニャーノは日本人司祭の育成に尽力し、このなかで日本の風土に適応したキリシタン信仰の形成・浸透が加速した。イエズス会は南蛮貿易にも関与しており、貿易の利益を期待した大内義隆や大友宗麟などが領地における宣教を受け入れた。また、高山右近や有馬晴信といったキリシタン大名もあらわれ、大村純忠は1580年（天正8年）に長崎を寄進した。1583年（天正11年）時点で、国内のキリシタン信徒は約15万人に上っており、そのうちの約11万5000人が大村・有馬・天草を中心とする下（しも）教区に属した。
本能寺の変の後、織田信長に代わって政権を掌握した豊臣秀吉は1587年（天正15年）にバテレン追放令を発布した。しかし、宣教師の追放を命じる同令は秀吉が南蛮貿易を続けたこと、イエズス会が貿易に深く関わっていたことにより徹底されなかった。しかし、1597年（慶長2年）にはサン＝フェリペ号事件を契機として、国内においてはじめての大規模なキリスト教迫害である26聖人の殉教が発生している。同事件ののち、イエズス会日本準管区長であるペドロ・ゴメスは信者は原則として信仰を告白すべきとしつつも、迫害を目的とした尋問に対しては信仰の秘匿を認めた。

### 禁教令の発布とキリシタン時代の終わり

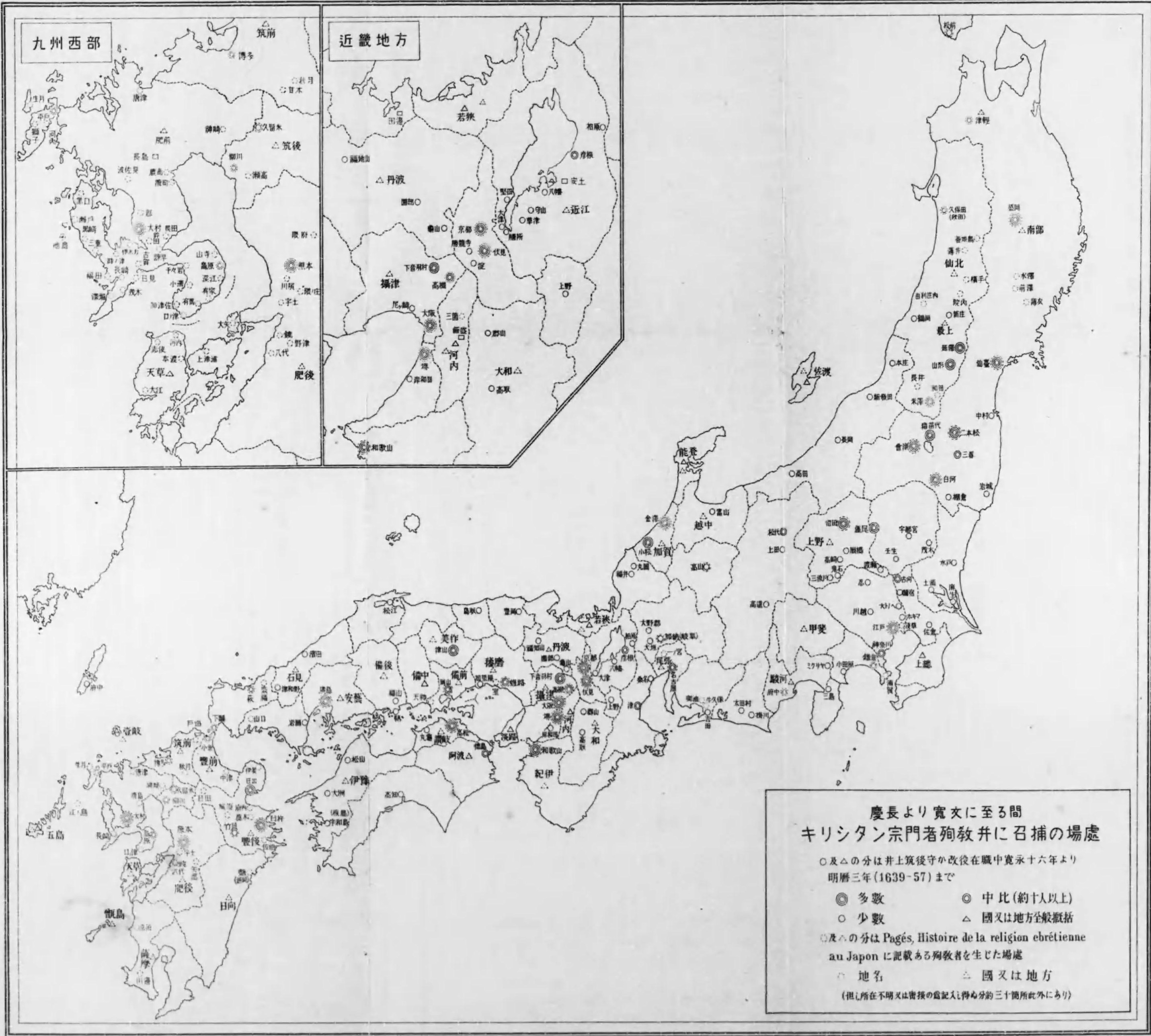
姉崎正治『切支丹宗門の迫害と潜伏 補6版』より「慶長より寛文に至る間キリシタン宗門者殉教并に召捕の場處」の図

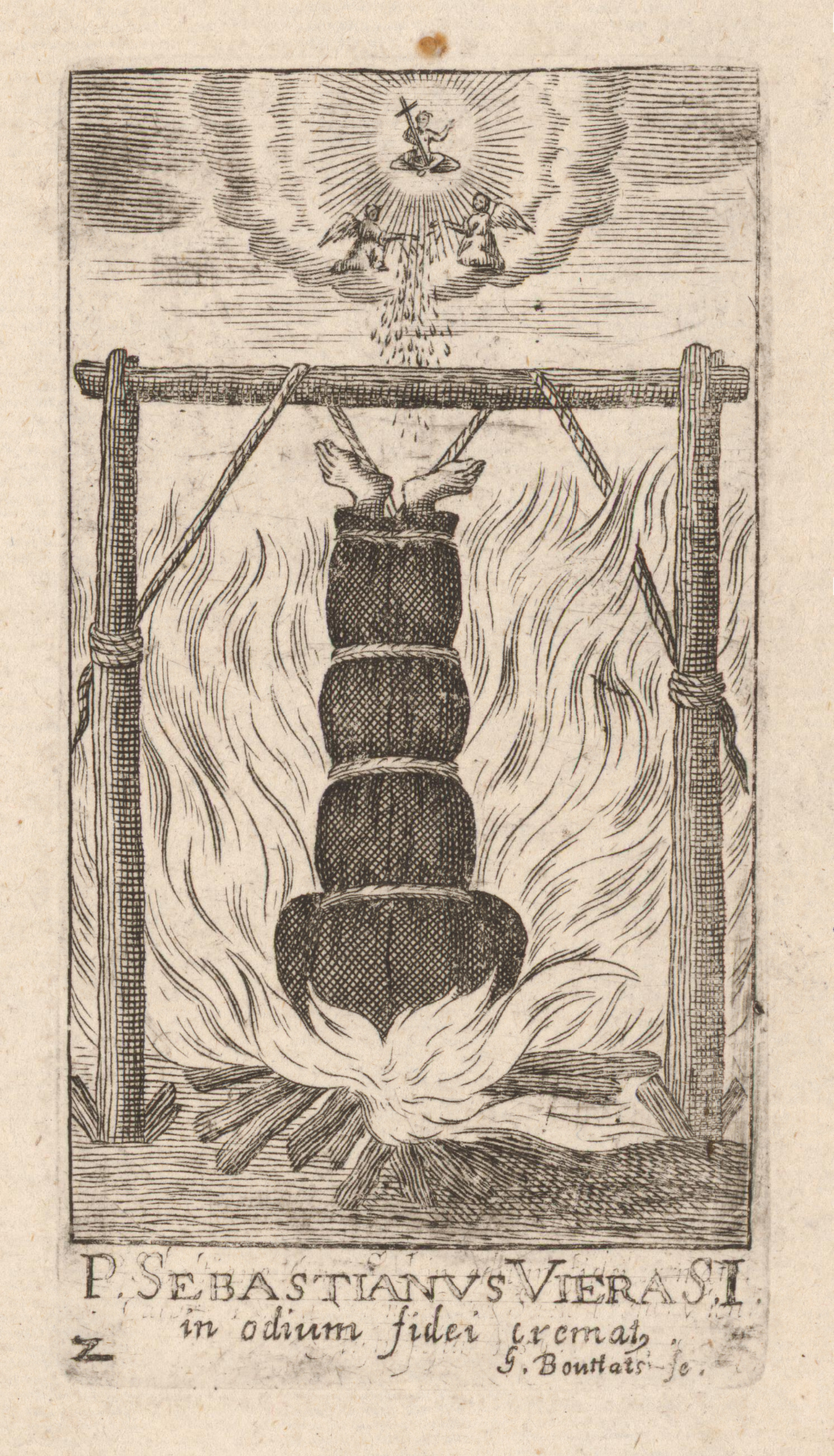
セバスティアン・ヴィエイラの殉教（1634年）

徳川家康も同様にキリシタンを取り締まる方針を見せたが、実際には黙認の状況が続いた。しかし、1612年9月1日（慶長17年8月6日）には直轄領に対する禁教令、その翌年（慶長18年・1614年）に全国に対する禁教令が発布された。これにより、全国の教会は破却され、宣教師は長崎に集められたのちマカオおよびマニラに追放された。この背景にはキリスト教的思想が封建体制の秩序を乱しかねないこと、またイギリス・オランダといった新教国との関わりをもったこと、より直接的にはキリシタンであった有馬晴信・岡本大八の贈収賄事件である岡本大八事件があった。
家康が1616年6月1日（元和2年4月17日）に死没し、幕府の実権が徳川秀忠に移ったのち、禁教令はより厳格なものとなった。この時期の日本においては殉教事件が相次いだ。1619年（元和5年）には長崎で（元和の大殉教）、1622年（元和8年）には京都（京都の大殉教）と江戸（江戸の大殉教）で大規模な殉教があった。ディエゴ・カルヴァリヨのような一部の宣教師は日本に戻ってこの時期も宣教を続けた。禁教下日本において、イエズス会は中央から離れた東北から蝦夷地に進路を見出していたが、やはり弾圧された。1630年（寛永7年）ごろより宗門改が実施されるようになった。1635年（寛永12年）には寺請制度がはじまり、すべての日本人は仏教寺院の檀家となることが定められた。
1637年（寛永14年）の島原・天草一揆は、内実はともあれ幕府によりキリシタン主導の内乱であったとみなされた。この事件は、当時の人々に強い印象を与え、キリシタンは社会秩序を脅かす存在とみなされた。また、領内で動乱を引き起こした松倉勝家・寺沢堅高の失政を教訓に、領主たちは百姓の安定経営とキリシタン排除を「仁政」の課題とした。1639年（寛永16年）にはポルトガル船の渡航が一切禁止された。1641年（寛永18年）には切支丹改、翌年には切支丹宗門改が大名に申し渡され、1643年（寛永20年）ごろより徳川家綱の指示のもと、井上政重を中心とするキリシタン穿鑿の制度が確立された（宗門改役）。
1644年（正保元年）には日本で活動した最後の神父である小西マンショが殉教し、以来日本では200年以上にわたり、神父不在の時代が続いた。中園成生は「キリシタン信仰の専業宗教者サイドが失われたこの期を以て、キリシタン信仰は最終的にかくれキリシタン信仰に移行したと捉える事ができる」と論じる。禁教下、キリシタンは信徒組織であるところのコンフラリア（ポルトガル語: Confraria、「組」「講」）を中心として潜伏した。こうした講は村落の共同体組織と重なりながら存在しており、司祭不在のなかでも信仰組織を維持することを可能とした。

### 潜伏時代

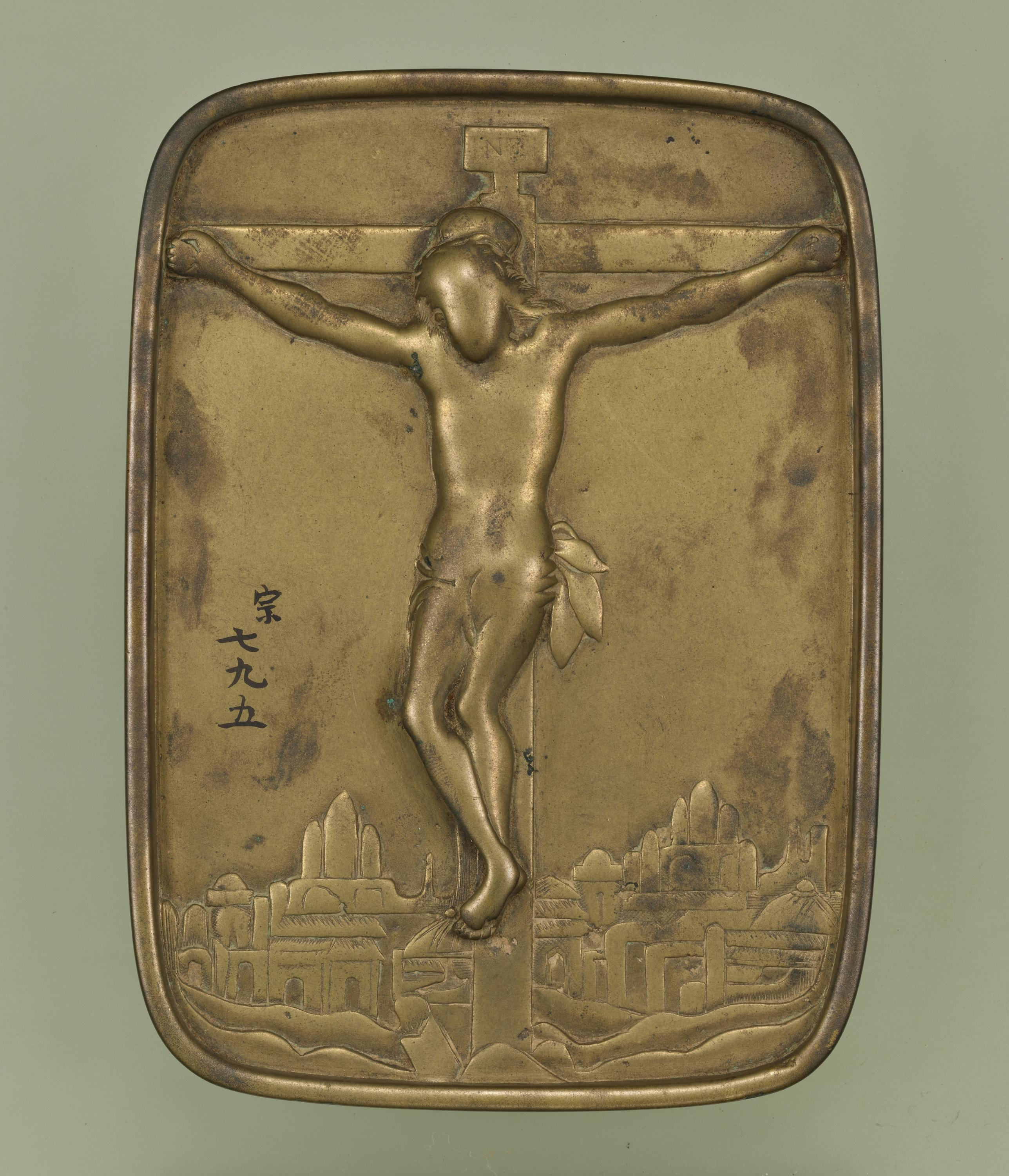
踏絵（東京国立博物館所蔵）

政重以来、従来各藩が個別におこなっていたキリシタン対策は、国家的課題として再認識されるようになった。この時代には、全国から潜伏キリシタンに関する情報を集めて被疑者を管轄する領主へ照会する制度が構築された。また、キリシタンの存在は領主の為政上の責任であると理解され、各藩は幕府の圧力のもと、自領にキリシタンが存在しないことを確認する制度の構築を進めていった。宗門人別改帳による人口管理がその骨子となり、特にキリシタンが多かった地域においては絵踏も実施された。
潜伏キリシタンに対する監視が強化されるなかで、一部の地域では集団的に信者が摘発される「崩れ」と呼ばれる事件が起こった。1657年（明暦3年）・肥前国大村藩の郡崩れ、1660年（万治3年）・豊後国臼杵藩の豊後崩れ、1661年（寛文元年）・尾張国および美濃国の尾張藩および旗本領における濃尾崩れである。郡崩れにおいては潜伏キリシタン608人が検挙され、うち411人が斬罪・78人が牢死となった。豊後崩れにおいては220人が検挙され、57人が死罪・59人が牢死となった。濃尾崩れにおいては、1665年（寛文5年）から1669年（寛文9年）にかけて996人が斬罪となった。これらの事件を直接的契機として、幕府は1659年（万治2年）に五人組と檀那寺の確認、1664年（寛文4年）に各藩への宗門改役の設置を指示している。これ以降、1世紀近く新たな「崩れ」は起こらなかったが、少なくとも大村領・外海においては深堀領の講から支援を受けるかたちで信仰が続いていたようで、その後彼らの一部は五島列島などに移民し、そこでも信仰を続けた。
禁教政策の成果として、表層的には国内にキリシタンは存在しないことになっていた。また、当局のキリシタンに対するイメージが曖昧になりつつあり、江戸時代中期以降、キリシタン対策は形骸化していった。大橋幸泰の論じるところによれば、当時の当局者が有していたキリシタン観は「世俗秩序を乱す邪教」であり、これは当時の潜伏キリシタンの実情とは大きく異なるものであった。ゆえに、潜伏キリシタンが発見されることがあっても多くの場合は比較的穏便に対処され、その宗教活動は「キリシタン」としてではなく「異宗」「異法」として処理された。
1790年（寛政2年）には肥前国西彼杵郡浦上村山里にて浦上一番崩れが起きた。村民が仏像建立の資金を出さなかったことに立腹した庄屋が、村民が「異宗」を信仰していると訴えた事件であったが、証拠不十分であったため立件されることはなかった。また、1804年（文化2年）には島原藩の預り地となっていた天草において天草崩れが起きた。天草島内の4ヶ村にて「異仏」が発見されたほか、仏式の葬儀をおこなったのち「経消」をしてキリシタン式の葬儀を再度おこなう風習なども確認され、同地域の総人口のおよそ半分にあたる5205人がキリシタンとして検挙された。しかし、検挙者が多すぎること、彼らが全員踏絵を踏んだことなども関係して、キリシタンであることを罪状とする処分は下されなかった。1842年（天保13年）には浦上二番崩れが起き、50人から60人が一時的に召し捕られたがまもなく釈放された。

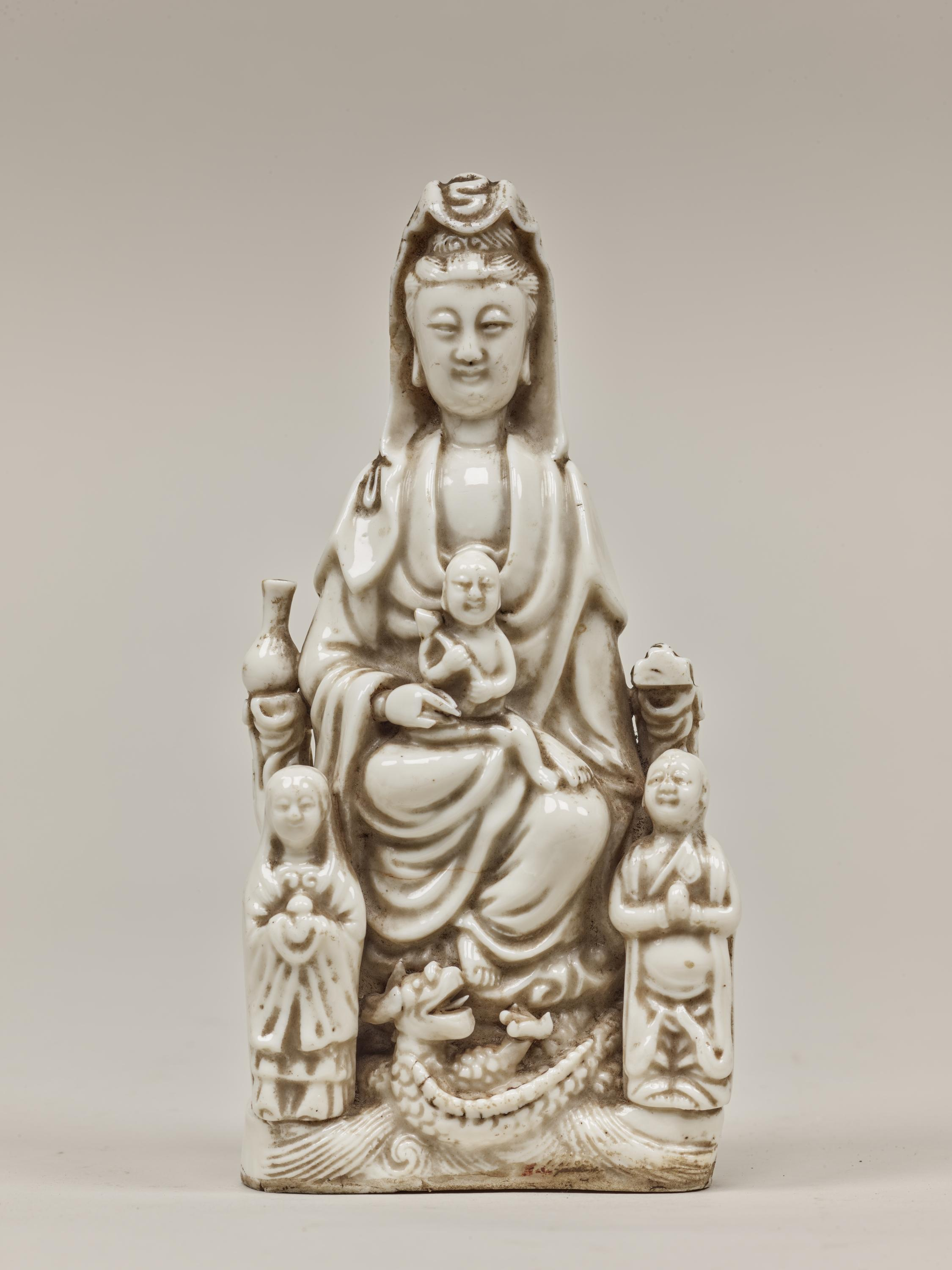
マリア観音像（東京国立博物館所蔵）

1856年（安政3年）の浦上三番崩れは、開国に応じて長崎奉行所が浦上村を調査した結果起こった事件である。同事件においては浦上の帳方（教団組織の最高指導者）が逮捕され、浦上におけるキリシタンの教義・組織が明らかにされた。取り調べを通じて経文やオラショ、洗礼名の存在が明らかになったほか、マリア観音（ハンタマルヤ像）といった物的証拠も没収された。彼らがキリシタンであることは疑いなかったが、村民はあくまでこれはキリシタン信仰ではなく、先祖より伝えられている「異宗」であると主張した。吉蔵は牢死、その息子である利八は所払いとなったが、奉行所は彼らが絵踏をおこなっていること、村請制度が機能していることなども背景に村人の主張を受け入れ、浦上村民はあくまでも「異宗信仰者」であるという前提のもと処理された。

### 信徒発見と禁教令解除

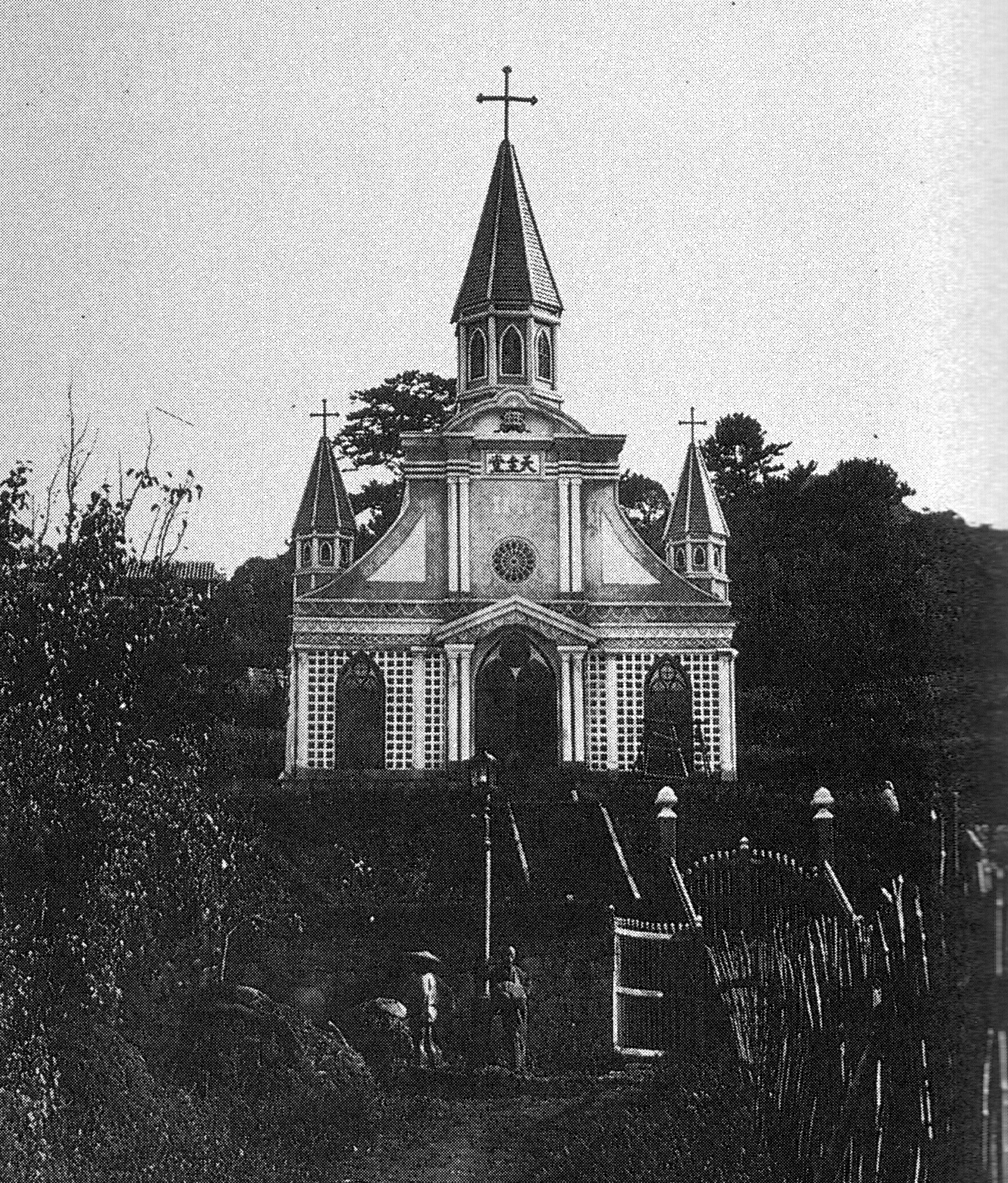
大浦天主堂（1864年）

1858年（安政5年）には安政五カ国条約を通じて、外国人居留者の信教の自由が保証されることとなった。1864年（元治元年）には、パリ外国宣教会の主導で、長崎に大浦天主堂が建築された。1865年3月17日（元治2年2月20日）、浦上の潜伏キリシタン10人ほどが教会を訪れ、うちひとりであったイサベリナ浜口ゆりが神父のベルナール・プティジャンに「われらのむね、あなたのむねと同じ」と話しかけた。これが「信徒発見」である。その後、長崎各地より潜伏キリシタンが天主堂を訪れるようになった。
このようにして長崎のキリシタンは信仰を公にするようになり、1867年（慶応3年）には浦上四番崩れがおこった。浦上の住民は檀那寺・聖徳寺を通さず独自に葬儀を行い、寺請制度を事実上拒否していた。長崎奉行所は密偵を送り、浦上村内に天主堂の巡回教会があることを明らかにした。幕府は信徒のうち中心的であるとみられる人物を捕縛し、拷問を加えて棄教を促した。
大政奉還は、同事件の解決を見ないままなしとげられた。対処を引き継いだ新政府は1868年（慶応4年）にキリシタンを禁止する太政官札（五榜の掲示）をかかげ、五島および筑後今村の隠れキリシタンを弾圧した。また、1870年（明治2年）には浦上の信徒3384人を全国各地に配流した。しかし、新政府の禁教政策は海外で多くの反発を受けており、不平等条約改正にあたっての障壁ともなっていた。こうした事情から、1873年（明治6年）には高札の撤去と浦上村民の帰還が実施された。なお、新政府は禁教令を正式に廃止したわけではなく、国内で信教の自由が法的に認められたのは1889年（明治22年）の大日本帝国憲法制定時であった。ともあれ、多くの人は1873年の高札撤去・浦上キリシタン帰還を禁教令解除を示す出来事と認識した。
このようにして、日本の禁教政策は終了した。その後、大部分の隠れキリシタンはカトリックに合流していったが、従来の信仰を継続する者も少なからず存在した。弾圧の危険がなくなったのちも、隠れキリシタンは信仰を秘匿しつづけていたが、キリシタン研究者による調査の影響もあり、昭和初期には次第に信徒の態度にも変化があらわれた。田北耕也によれば、昭和20年代時点で隠れキリシタン信者の総数は3万人弱であった。しかし、戦後は組織の縮小・解散が進み、中園成生は2017年（平成29年）時点での隠れキリシタンの人口を400人程度と推測している。

## 信仰

### 分布・分類
姉崎正治による江戸時代初期（慶長期から寛文期）のキリシタン迫害をまとめた一覧（#禁教令の発布とキリシタン時代の終わり参照）が示すように、キリシタンの弾圧は東北から九州まで全国各地でおこなわれた。しかし、幕末期時点で隠れキリシタンの存在が確認できる地域は、長崎県の平戸地方（生月島と平戸島）・浦上・外海地方・五島列島、熊本県の天草下島西部、福岡県大刀洗町の今村、大阪府茨木市の千提寺付近に限られる。
明治期までのこった潜伏キリシタンの大部分は長崎県に集中する。長崎県下の隠れキリシタン信仰には「生月・平戸系」と「外海・浦上系」の2系統が存在する。生月・平戸系の信徒は生月島および平戸島西岸にみられる。一方、外海・浦上系の信徒は長崎近郊の浦上および外海地方を中心に居住するほか、外海の住民が江戸時代後期以降多く移住した、五島・平戸・東松浦半島沖の島々にもみられた。「生月・平戸系」と「外海・浦上系」の二分法は隠れキリシタン研究において一般的であるが、平戸島の隠れキリシタンの一部は上五島のキリシタンと若干の交流があったようである。
今村のキリシタンは1881年（明治14年）に全員がカトリックに合流した。千提寺には隠れキリシタンの組織的活動はなく、大正期頃まで家単位で行事がとりおこなわれた。浦上のキリシタンははやくより大浦天主堂との交流があり、浦上四番崩れの解決時点でほとんどがカトリックに合流した。家野・岳路といった一部地域には隠れキリシタンが残ったが、いずれも消滅した。外海のキリシタンは幕末期、カトリックとの接近に関して積極派と消極派の対立が生じた。生月島においてはカトリックへの合流はほとんどなされなかった。隠れキリシタン信仰が日常生活全体に及んでおり、単純な改宗が難しかったこと、カトリックへの合流に際して仏壇・神棚を破却しなければならないことが問題視されたことなどが理由である。平戸に残った隠れキリシタンはその後根獅子を除いて組織の形骸化が進み、1992年（平成4年）には最後に残った根獅子の組織も解散した。天草には明治期の時点で今富・﨑津の隠れキリシタンがカトリックに合流せず残っていたが、戦前に信仰が途絶えた。
2017年時点で隠れキリシタンの組織的信仰が保存されているのは、生月島および外海地方の一部（西出津・下黒崎）、五島列島の若松町深浦のみである。ただし、生月島の組は、垣内・津元クラスのものについては2025年（令和7年）時点で山田集落の1組（2軒で継続）を除いては解散している。組織自体が解散したのちも、個人で年中行事にあたってオラショを唱える者などは存在する。

### 信仰組織

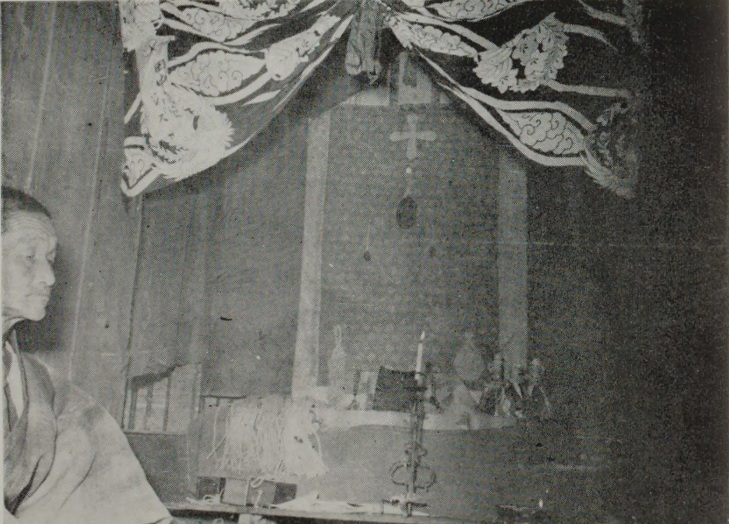
生月島堺目集落の御番主・鳥山万蔵とその納戸神（御前様）。1951年（昭和26年）。

隠れキリシタンの信仰は、講を中心とする。地域によって名称は異なるものの、基本的にいずれの地区においても「神を守り、行事を執行する役」「洗礼を授ける役」「行事準備・信仰補佐および連絡・会計係」の三役を備える。宮崎賢太郎の論じるように、この講はキリシタン時代に存在した信仰組織であるコンフラリアを原型とするものであると考えられる。中園成生は、同じくキリシタン時代に成立した信仰組織であるミゼリコルディア（Misericordia、慈悲の組）も隠れキリシタンの講の原型となっているとして、その後の隠れキリシタン組織にみられる上部組織・下部組織の階層関係は両者が複合した結果として生まれたものであろうと論じる。また、宮崎はこうした信徒組織はそれ以前より確立していた宮座制度にも類似していることを指摘する。
浦上・根獅子（平戸）においては集落単位で1組を構成し、組頭がひとり、行事の指導や洗礼を行う役・信者との連絡役がそれぞれ複数人置かれる。根獅子の信仰組織は「辻の神様」もしくは「辻元様（辻の方）」とよばれる家が1軒、その下にある交代制の行事・洗礼執行役である「水の役」8人、さらにその下にある交代制の「小役」4人から構成された。浦上の信仰組織は浦上三番崩れにより甚大な被害を受けているが、当時の資料をみると浦上村山里には村全体を総括する「惣頭」が1人、郷ごとに「触頭」 が1人、その下には補佐役である「聞役」がいたようである。生月島の在方集落（農村）である壱部・堺目・ 山田には集落全体の洗礼役である「御爺役」が複数人いるが、組頭は存在しない。おなじく生月島の元触には集落規模の組にあたるものが存在せず、御爺役は親父役（後述）の下に位置づけられている。
生月島の在方集落においては、集落の内部に「垣内」あるいは「津元」とよばれる十数軒から数十軒を一単位とする組がつくられる。垣内（津元）は「御前様」とよばれる組の御神体を祀る。御前様を預かる家を「津元」ないし「宿」、その家の戸主を「親父役」ないし「御番主」とよぶ。元触では親父役は任期制である一方、壱部と堺目では世襲である。茨木の千提寺においても特定の家から聖画といった信仰具が多く見つかっており、同様の組織が存在した可能性がある。垣内の下には複数人の「役中」ないし「み弟子」がおり、彼らは下部組織である「小組」あるいは「コンパンヤ」の代表もつとめる。小組は御神体として木製の「お札」を所持し、定期的に集まって「お札引き」をおこなう。生月島の浦方集落（漁村）や春日といった平戸島西岸の集落においては垣内にあたる組織が存在せず、小組のみが独立して存在する。
外海・浦上系キリシタンは日繰帳にもとづく信仰暦を信仰の中心に据え、役職は教会暦をもとに祝日と断食日を算定する「帳方」、洗礼儀式をとりおこなう「水方」、帳方が繰りだした教会暦を末端信徒に伝えるとともに、帳方・水方の補佐をおこなう「取次役」の3役からなった。外海・浦上系に垣内・小組制度は存在しない。

### 行事

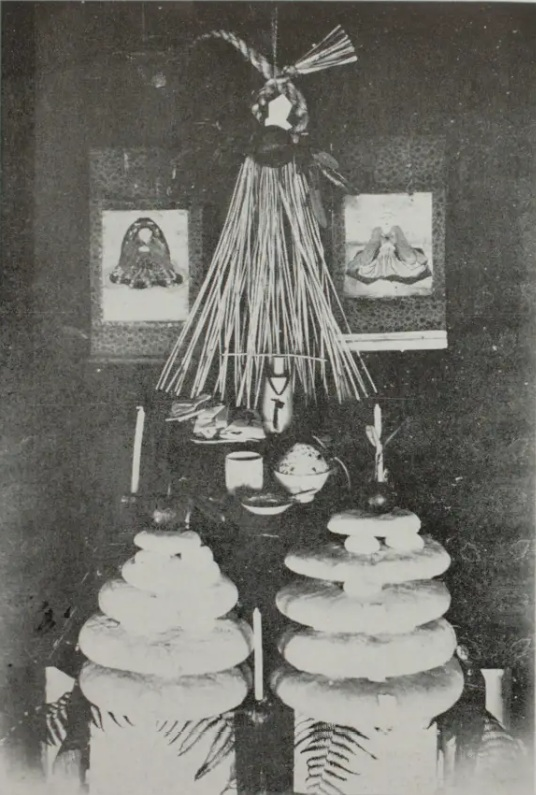
正月の御前様祭壇。生月島山田の船原定吉邸にて1931年撮影。

生月・平戸系の隠れキリシタン信仰には年中行事が多く、戸外でおこなわれる行事も少なくない。生月島の年中行事は垣内を単位としておこなわれ、2000年（平成12年）時点で、多い地区では年間40回以上の行事があった。形式は一定しており、儀礼の目的を口上したうえで御前様に供え物をしてオラショを唱える「祈願」、供え物のお下がりを食べる「直会」、二の膳を供え、参会者にも同じものをふるまう「宴会」の3部構成となっている。日程は節季を基準として定められる。カトリックの休日は太陽暦を基準としており、日本において一般に用いられていた太陰太陽暦をそのまま用いるとずれが生じるためである。カトリックにおける灰の水曜日にあたる「悲しみの入り」、クリスマスに相当する「御誕生」などが中心的な行事であったが、いずれもその意味は失伝しており、たとえば「御誕生」は安産祈願の日とも考えられていた。また、カトリックに直接由来しない、水・虫害・耕作牛などに関する祭りもある。
一方で、外海・浦上系は日繰帳にもとづく生活規律の遵守を信仰の軸としており、年中行事は少ない。日繰帳はバスチャン暦ともいい、外海においては「日本人教師のバスチャンが師のジュワンから暦の繰り出し方を習い、その秘伝を帳方が書きつけたものが日繰帳である」と伝わっている。日繰帳には「御出書以 千六百三拾四年」との記載があるものがあり、1634年（寛永11年）の教会暦にもとづいている可能性がある。これもずれを補正するために、春の彼岸といった基準日をもとにしてそれぞれの日付を再配置する。外海においては、祝い事や法事は日繰帳に記される「よか日」におこない、一方で「悪か日」あるいは「ゼジュン」とよばれる日には禁忌を守る必要があった。「悲しみの46日間」および「御誕生」から後の13日間、毎週水・金・土曜日には肉や卵を食べることが禁じられたほか、祝日・日曜日には針仕事・釘打ち・肥いない（下肥を天秤棒で運ぶこと）・性交などが禁じられた。年中行事は少なく、出津を例とすれば正月、春の「悲しみ上がり」、6月 - 7月の「夏祭り」、年末の「御誕生」程度である。
その他、人生儀礼として生月・平戸で「お授け」、外海・五島で「角欠き」などとよばれる洗礼の儀式がある。この際、ヘコ子〈洗礼を授かる子供〉には洗礼名が与えられるが、生月では実親の名前を、外海・五島では抱き親の名前を用いる。葬儀は生月・平戸では「戻し」、外海・五島では「送り」とよばれた。生月島では遺体を聖水で清めるといったキリシタン式の葬儀が仏式の儀礼と同時におこなわれる一方、外海・天草といった半仏教色の強かった地域では「経消し」の儀式がおこなわれた。葬儀には当初寝棺を採用していたが、これが禁教時代にキリシタン確認の目印となったことから、ほとんどの場所では座棺にとってかわった。また、生月・外海・五島・天草などでは死後一定期間を経た命日に、年忌としてオラショを唱える風習があった。

#### オラショ
オラショは、隠れキリシタンの伝承する祈り文句のことである。ラテン語の Oratio に由来する。ラテン語からなる「伝来オラショ」とそれを和訳した「和訳オラショ」、日本語で創作された「日本語オラショ」に分類され、隠れキリシタンの年中行事においては必ず唱えられる。生月島では30以上のオラショを連続して唱える「一通り」が一般的であり、早口で唱えても40分以上かかる。生月では声に出してオラショを唱える一方、外海・浦上では声に出さずに唱える。

### 信仰世界・信仰具
潜伏キリシタンの教義理解を示す文献資料として、1827年（文政10年）に記された『天地始之事』がある。同書は外海・浦上系隠れキリシタンのあいだで流通していたもので、天地創造から楽園追放、ノアの洪水などの物語とイエスキリストの生涯、聖人伝および世界の終末、死後のことなどについて記されている。同書にはヴェロニカの聖骸布に関するエピソードのように、聖書の内容を正確に伝える記述もある一方、アダムとイブの子供が下界に降り、鳥の交尾を見て性交の方法を知ったことになっているなど、『古事記』『日本書紀』、あるいは地方の伝説の影響も色濃くあらわれている。現代においても隠れキリシタンが仏教・神道を並行して信仰していることは珍しいことではなく、隠れキリシタンの役職者が地元の檀家総代・氏子総代をつとめるようなことは当たり前にある。
宮崎は、隠れキリシタンの信仰対象は「カトリックに由来する神」「仏教や神道の諸神仏、ならびに民俗神」「殉教した先祖の霊や無縁仏などの死者霊」「知覚できる物的存在としての神」に分類できるとしたうえで、生月島においてもっとも信仰されているのは「知覚できる物的存在としての神」、つまり御前様やサンジュワン様（聖水）といった物質的存在であると論じた。御前様として用いられるのは「お掛け絵」とよばれる聖画であることが多いが、メダイや十字架などであることもある。コンタツ（ロザリオ）を用いることもあり、生月島ではコンタツのことが「オコンタツ様」と呼ばれる。もと苦行の鞭であり、麻縄を束ねてつくるオテンペシャは祓いの道具であるが、御神体としても扱われる。
こうした隠れキリシタンの信仰について、田北耕也や岡田章雄は禁教以前より存在した日本のキリシタン信仰の土着的要素がそのまま継承されたものであると考えた一方、宮崎や助野健太郎、片岡弥吉などは、隠れキリシタン信仰の仏教・神道との融合は、禁教令下の潜伏の過程で起こった信仰の変容であると論じた（禁教期変容論）。

## カトリックにおける評価
フランシスコ教皇は2014年1月15日の一般謁見演説で、「日本のキリスト教共同体は17世紀の初めに聖職者は追放され一人の司祭も残らず、共同体は非合法状態へと退き、密かに信仰と祈りを守りました。約250年後に宣教師が日本に戻り、数万人のキリスト信者が公の場に出て、教会は再び栄えることができました。このことは偉大です。日本のキリスト教共同体は、隠れていたにもかかわらず、強い共同体的精神を保ちました。彼らは孤立し、隠れていましたが、つねに神の民の一員でした。わたしたちはこの歴史から多くのことを学ぶことができるのです」と公式コメントを声明、これについて、パヴィア大学教授のアニバレ・ザンバルビエリは、仏教や神道の影響を受けた隠れキリシタンをキリスト教徒とみなすか否かについては議論が分かれるものの、地域の文化と混じり合うことはしばしば起こるため彼らは「古いキリスト教徒」と呼ぶべきであり、ローマ教皇が彼らを信徒の模範としたように「キリスト教徒とみなさない理由はない」とした。
高祖敏明（聖心女子大学学長＝2022年3月現在）が『潜伏キリシタン図譜』を日英対訳で刊行した際、フランシスコ教皇は「慰めとインスピレーションを得ることが出来る」との言葉を寄せた。。

## 隠れキリシタンを題材とした作品

### 音楽
- 大島ミチル：交響曲『御誦』、男声合唱曲『御誦』
- 千原英喜：『おらしょ』『どちりなきりしたん』『きりしたん 天地始之事』
- 荻久保和明：ミサ曲第二番『オラショ』、『ぱらいぞ/オラショ』
- 木下牧子：『邪宗門秘曲』
- 岩河三郎：『十字架（クルス）の島』
- 藤原義久：『マリア観音』
- 伊藤康英：交響詩『ぐるりよざ』
- 藤田玄播：『切支丹の時代』
- レキシ：『かくれキリシタンゴ』

### 小説
- 沈黙（遠藤周作）
- 女の一生（遠藤周作）
- 青い空―幕末キリシタン類族伝（海老沢泰久）
- 奇談（行川渉、諸星大二郎）
- 守教（帚木蓬生）
- ジャッカ・ドフニ　海の記憶の物語（津島佑子）

### 漫画
- 生命の木（諸星大二郎）

### 映画
- 沈黙 -サイレンス-
- 奇談
- 徳川女刑罰絵巻 牛裂きの刑

### ゲーム
- ピエタ ~幸せの青い鳥~